# Mina Celentano
Mina Celentano — совместный студийный альбом итальянского певца и актёра Адриано Челентано и певицы Мины Маццини, вышедший 14 мая 1998 года.

## Об альбоме
Данный альбом стал самым продаваемым в творчестве Мины (более 1 600 000 копий в Италии). Помимо CD, был выпущен буклет с комиксами, где Челентано и Мина изображены в виде антропоморфных уток, а также коллекция фотографий. В этом же стиле оформлена обложка альбома. Существует специальное двухдисковое «Рождественское издание» — оно содержит мультипликационный видеоклип, фотоальбом, интерактивные игры и тексты песен.
Популярность композиции «Che t’aggia di» (рус. Что такого я сказала) из этого альбома была настолько велика, что было принято решение создать анимационный музыкальный видеоклип, который оказался не менее удачным, чем сама песня.

## Список композиций
| №   | Название                                        | Автор(ы)                              | Длительность |
| --- | ----------------------------------------------- | ------------------------------------- | ------------ |
| 1.  | «Acqua e sale» (Вода и соль)                    | Джованни Донцелли, Винченцо Леомпорро | 4:42         |
| 2.  | «Brivido felino» (Кошачья дрожь)                | Стефано Ченчи, Паоло Аудино           | 3:44         |
| 3.  | «Io non volevo» (Я не хотел)                    | Адриано Челентано                     | 4:08         |
| 4.  | «Specchi riflessi» (Зеркальные отражения)       | Джованни Донцелли, Винченцо Леомпорро | 4:59         |
| 5.  | «Dolce fuoco dell’amore» (Сладкое пламя любви)  | Джулия Фасолино                       | 4:39         |
| 6.  | «Che t’aggia di» (Что я не так сказала?)        | Адриано Челентано                     | 5:09         |
| 7.  | «Io ho te» (Я для тебя)                         | Джованни Донцелли, Винченцо Леомпорро | 4:54         |
| 8.  | «Dolly» (Долли)                                 | Адриано Челентано, Марко Ваккаро      | 5:35         |
| 9.  | «Sempre sempre sempre» (Всегда, всегда, всегда) | Луиджи Албертелли, Энрико Риккарди    | 4:46         |
| 10. | «Messaggio d’amore» (Послание любви)            | Массимильяно Пани                     | 2:36         |

## Участники записи
- Адриано Челентано, Мина Маццини — вокал;
- Данило Реа (итал. Danilo Rea) — фортепиано, аккордеон, электрогитара;
- Николо Фрагиле (итал. Nicolò Fragile), Массимилиано Пани — клавишные;
- Альфредо Голино (итал. Alfredo Golino), Маурицио Деи Лаццаретти (итал. Maurizio Dei Lazzaretti) — ударные;
- Массимо Морикони (итал. Massimo Moriconi) — бас;
- Джоджио Кокилово (итал. Giorgio Cocilovo), Умберто Фиорентино (итал. Umberto Fiorentino), Паоло Джанолио (итал. Paolo Gianolio, Массимо Варини (итал. Massimo Varini) — гитары (классические, электрические);
- Адриано Челентано, Ману Кортези (итал. Manù Cortesi), Стефано Де Мако (итал. Stefano De Maco), Джулия Фасолино (итал. Giulia Fasolino), Морено Феррара (итал. Moreno Ferrara), Массимилиано Пани, Сильвио Поццоли (итал. Silvio Pozzoli), Симонетта Роббиани (итал. Simonetta Robbiani), Паул Розетте (итал. Paul Rosette) — бэк-вокал;
- Массимилиано Пани (итал. Massimiliano Pani), Марко Ваккаро (итал. Marco Vaccaro) — аранжировки.

## Чарты
| Страна (1998)               | Максимальная позиция |
| --------------------------- | -------------------- |
| Италия                      | 1                    |
| Швейцария                   | 39                   |
| Рейтинг в конце года (1998) | Позиция              |
| Италия                      | 1                    |

### Чарты Швейцарии
| Позиция | 48 | 47 | 46 | 44 | 39 | 40 | 50 |